# Yūki Furukawa
Yūki Furukawa (古川 雄輝 Furukawa Yūki?,  Tokio, Japón, 18 de diciembre de 1987) es un actor, modelo, guitarrista y bailarín de break dance japonés. Furukawa ganó popularidad interpretando a Naoki Irie en la serie de televisión Itazura na Kiss: Love in Tokyo y su secuela, Itazura na 2: Love in Tokio. También tiene fama de ser el primer actor japonés en ocupar el segundo lugar en la encuesta de popularidad de China.

## Biografía
Furukawa nació el 18 de diciembre de 1987 en la ciudad de Tokio, como hijo de un doctor. Él y su familia se mudaron a Canadá cuando tenía siete años de edad. Furukawa se trasladó a Estados Unidos cuando tenía dieciséis años con el fin de estudiar en la escuela secundaria; regresó a Japón para estudiar ingeniería en la Universidad de Keiō.
Furukawa ganó fama por su papel principal de Naoki Irie en el drama de televisión Itazura na Kiss: Love in Tokyo, actuando junto a Honoka Yahagi. A los dos meses de unirse a Weibo, el equivalente chino de Twitter, el número de sus seguidores aumentó a más de 500,000. Debido a su popularidad en China, protagonizó el drama web de Fuji TV/iQiyi Mysterious Summer, que fue la primera serie dramática coproducida por Japón y China. La serie fue vista más de 60 millones de veces en la plataforma china iQiyi y fue distribuida en línea en más de 35 países en todo el mundo.
También es el primer actor japonés que llevó a cabo una reunión con admiradores en Shanghái, China, el 21 de julio de 2013.

## Vida personal
El 22 de junio de 2019, Furukawa anunció que había contraído matrimonio con una mujer sin relación con la industria del entretenimiento. También anunció que su esposa estaba embarazada de su primera hija, la cual nació en octubre del mismo año.

## Filmografía

### Televisión
| Año  | Título                                           | Papel            |
| ---- | ------------------------------------------------ | ---------------- |
| 2011 | Asuko March!                                     | Tetsuro Kishi    |
| 2011 | Tonari no Akuma Chan                             |                  |
| 2011 | Boku to Star no 99 Nichi                         | Natsume Junkichi |
| 2012 | Rich Man, Poor Woman                             | Tomoki Kuga      |
| 2013 | Yae no Sakura                                    |                  |
| 2013 | Otto no Kanojo                                   | Yasushi Ishiguro |
| 2013 | Itazura na Kiss: Love in Tokyo                   | Naoki Irie       |
| 2014 | Bitter Blood                                     | Namekawa         |
| 2014 | Mysterious Summer                                | Narrator         |
| 2014 | Itazura na Kiss 2: Love in Okinawa               | Naoki Irie       |
| 2014 | Itazura na Kiss 2: Love in Tokyo                 | Naoki Irie       |
| 2015 | Ishi no Mayu                                     | Yokoi            |
| 2015 | 5-ji Kara 9-ji Made: Watashi ni Koi Shita Obōsan | Mishima Satoshi  |
| 2016 | Suishou no Kodou                                 | Yaginuma Masato  |
| 2017 | Beppin-san                                       | Kentaro          |
| 2017 | Boku Dake ga Inai Machi                          | Satoru Fujinuma  |
| 2018 | Love Rerun                                       | Machida Shohei   |

### Películas
| Año  | Título                 | Papel            | Notas      |
| ---- | ---------------------- | ---------------- | ---------- |
| 2011 | Men's Egg Drummers     | Keita            |            |
| 2011 | High School Debut      | Yui Asaoka       |            |
| 2013 | Kiyoku Yawaku          | Kiyomasa Komine  |            |
| 2013 | Eien no Zero           |                  |            |
| 2014 | Wo Ai Ni in Tokyo      | Bando Tamotsu    | Short Film |
| 2014 | Wood Job!              | Shoji Hasegawa   |            |
| 2014 | Disconcerto            | Detective Sawada |            |
| 2015 | Nōnai Poison Berry     | Ryoichi Saotome  |            |
| 2016 | Raichi☆Hikari Kurabu   | Zera             |            |
| 2016 | Taiyou                 |                  |            |
| 2016 | L                      | Oves             |            |
| 2017 | Donten ni Warau        | Abe no Sousei    |            |
| 2018 | Tonari no Kaibutsu-kun | Yuzan Yoshida    |            |